# Cartorhynchus
Cartorhynchus lenticarpus ist ein ausgestorbenes, triassisches Reptil, das mit den Vorfahren der Ichthyosaurier verwandt war. Es wurde nahe der Altstadt von Chaohu in Ostchina gefunden. Der lateinische Name weist auf die kurze Schnauze (Cartorhynchus) und das bewegliche Handgelenk (lenticarpus) hin.

## Merkmale
Der Holotyp von Cartorhynchus lenticarpus ist nur mit einer Länge von 21,4 Zentimetern erhalten, wobei die ursprüngliche Gesamtlänge auf 40 Zentimeter geschätzt wird. Da der Grad der Verknöcherung auf ein ausgewachsenes Tier hinweist, ist Cartorhynchus damit der kleinste bekannte Ichthyosaurierverwandte.

### Schädel

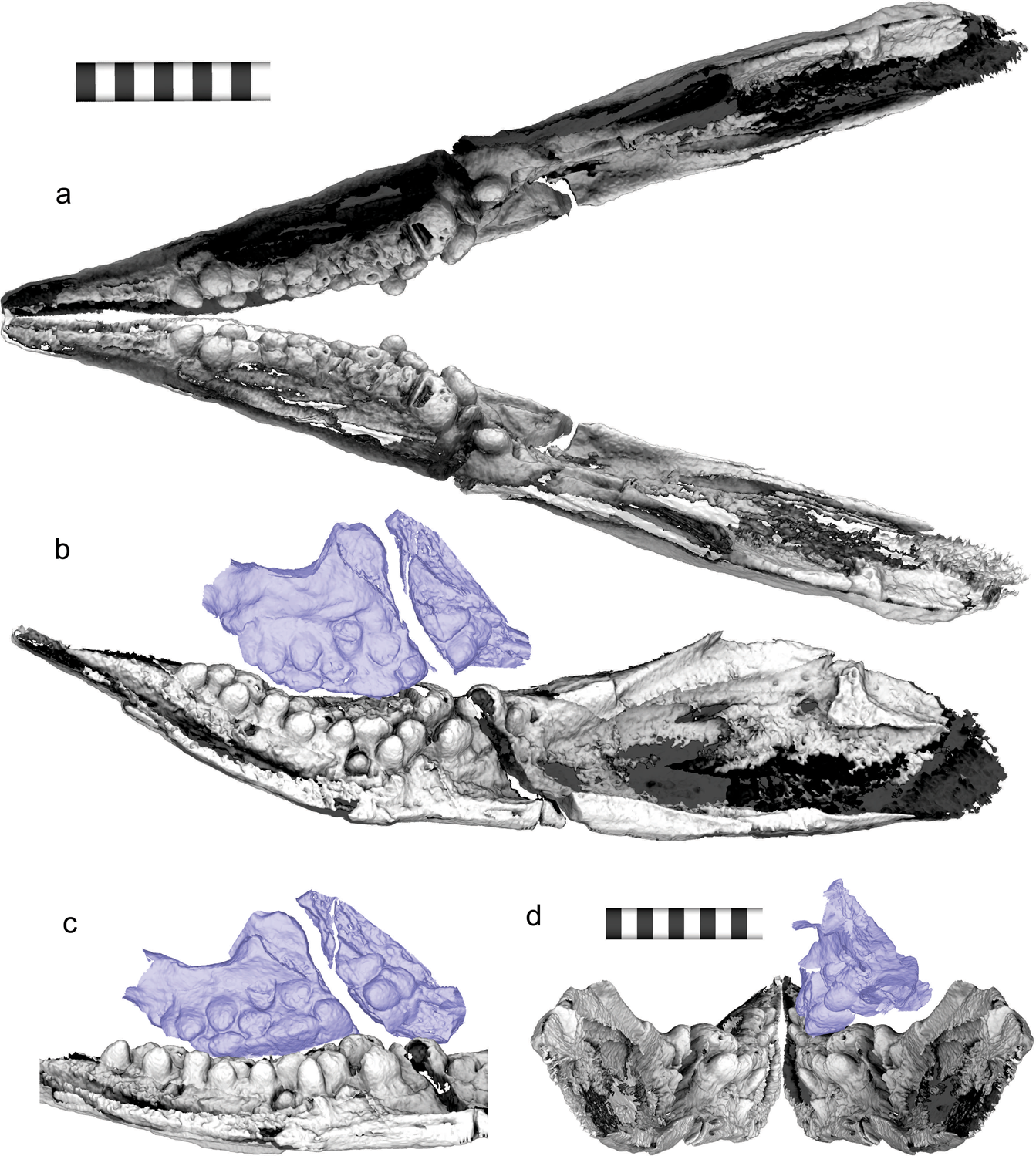
3D-Rekonstruktion der Zahnokklusion

Die Schnauze ist zugespitzt und macht etwa die Hälfte der gesamten Schädellänge aus. Das Zwischenkieferbein ist verlängert und das Nasenbein reicht bis zur Schnauzenspitze. Die Nasenöffnungen liegen weit hinten. Das Auge ist nicht auffällig vergrößert und weist wenig Anpassung an Unterwassersicht auf. Der Unterkiefer ist kräftig und das Zungenbein sehr groß. Das Foramen pineale ist sehr groß.
Cartorhynchus war ursprünglich als zahnlos beschrieben worden. Erst eine Computertomographie am Schädelskelett enthüllte drei Zahnreihen im posterioren Bereich der Unterkieferäste und zwei Zahnreihen plus einem einzelnen Zahn in der Position einer dritten Reihe an den Oberkieferknochen. Der vordere Bereich des Unterkiefers und das paarige Zwischenkieferbein sind dagegen tatsächlich zahnlos. Im Gegensatz zu den meisten anderen Reptilien sitzen die Zähne nicht mehr oder weniger vertikal den Kieferrändern auf, sondern nehmen, ausgehend von der Innenseite der Kieferäste, eine fast horizontale Orientierung ein.
Die Form der Zahnkronen ist generell abgerundet mit nur schwach ausgeprägten Spitzen bis zu vollständig abgeflachten Enden. Die Zahnokklusion erfolgte allerdings nicht über die Enden der Zahnkronen, sondern über deren Seitenflächen, was sich auch anhand entsprechender Abnutzungsspuren zeigt.

### Rumpf
Das Achsenskelett von Cartorhynchus ist sehr kräftig ausgebildet. Insgesamt liegen vor dem Kreuzbein 31 Wirbel, von denen 5 Halswirbel zu sein scheinen, deutlich weniger als die gewöhnlich 40 bis 80 Wirbel echter Ichthyosaurier. Die Rippen sind massiv gebaut, so dass die Lücken zwischen den Rippen im vorderen Körperbereich schmaler als die Rippen sind. Die Bauchrippen sind im Zentrum nicht verwachsen. Das Schulterblatt ist distal breiter als proximal. Die Interclavicula ist kreuzförmig.
Die vorderen Gliedmaßen sind stark nach hinten, die hinteren Gliedmaßen nach vorne gebogen. Zwischen Zygopodium und Metapodium ist eine große Lücke, was auf nicht erhaltene Knorpel-Elemente in der Fußwurzel hinweist. Nur drei Zehen der Vorderbeine sind verknöchert.

## Lebensweise
Cartorhynchus scheint weit weniger an eine aquatische Lebensweise angepasst, als spätere Ichthyosaurier. So ist die Wirbelzahl geringer, die Schnauze kurz und die Gliedmaßen scheinen neben dem Schwimmen auch ein Watscheln an Land erlaubt zu haben. Es wurde daher vorgeschlagen, dass Cartorhynchus amphibisch gelebt haben könnte.
Der kräftige Zungenbeinapparat in Kombination mit der kurzen, schmalen Schnauze und den zahnlosen vorderen Kieferpartien wurde von den Erstbeschreibern als Hinweis darauf gewertet, dass Cartorhynchus seine Beute durch Saugschnappen erlegte. Die Entdeckung der ungewöhnlichen Bezahnung in den hinteren Kieferpartien lieferte Hinweise auf eine zumindest teilweise durophage Ernährungsweise. Die beiden Befunde müssen sich nicht notwendigerweise widersprechen. Kleine Muscheln, Ammoniten und zweischalige Gliederfüßer der Klasse Thylacocephala treten in den Fundschichten von Cartorhynchus häufig auf und kommen als potentielle Beutetiere in Frage.

## Systematik
In der Erstbeschreibung wurde Cartorhynchus an die Basis der Ichthyosauriformes gestellt, wobei die beiden Taxa Ichthyosauriformes (für alle Formen, die näher mit Ichthyosaurus communis als mit Hupehsuchus nanchangensis verwandt sind) und Ichthyosauromorpha (für den letzten gemeinsamen Vorfahren von Ichthyosaurus communis und Hupehsuchus nanchangensis, sowie all dessen Nachfahren) neu vorgeschlagen wurden.
Mit der Erstbeschreibung von Sclerocormus parviceps wurde 2016 eine zweite, sehr ähnliche, aber wesentlich größere Form der basalen Ichthyosauriformes bekannt, die mehrere gemeinsame Merkmale (Synapomorphien) mit Cartorhynchus aufwies. In der phylogenetische Analyse zeigte sich Sclerocormus insbesondere durch die im Vergleich zur Gesamtlänge des Schädels relativ kurze Schnauze und das bis zur Schnauzenspitze verlängerte Nasenbein als Schwestertaxon von Cartorhynchus.
Das nebenstehende Kladogramm zeigt das Ergebnis dieser Analyse in stark vereinfachter Form. Cartorhynchus und Sclerocormus bilden als Nasorostra eine gemeinsame Klade, welche innerhalb der Ichthyosauriformes die Position einer Schwestergruppe zu den Ichthyopterygia einnimmt. Die Hupehsuchia, mit Hupehsuchus als Typusgattung, bilden, abseits davon, gemeinsam mit den Ichthyosauriformes die Klade der Ichthyosauromorpha.